# Matthew Taylor (ur. listopad 1981)
Matthew Simon Taylor (ur. 27 listopada 1981 w Oksfordzie) – angielski piłkarz występujący na pozycji obrońcy lub pomocnika. W 2014 został zawodnikiem Burnley.

## Kariera
Profesjonalną karierę rozpoczynał w trzecioligowym Luton Town. Zadebiutował tam 7 sierpnia 1999 w bezbramkowo zremisowanym ligowym meczu z Notts County. 11 września 1999 strzelił pierwszego gola w zawodowej karierze. Było to w wygranym 3-1 pojedynku z Wrexham. W Luton Taylor szybko wywalczył sobie miejsce w wyjściowej jedenastce i stał się jej podstawowym graczem. W debiutanckim sezonie 1999/2000 rozegrał tam 41 spotkań i zdobył cztery bramki. W 2001 roku spadł z klubem do czwartej ligi. W barwach Lutonu grał jeszcze przez rok. W sumie rozegrał tam 129 spotkań i strzelił 16 goli.
W 2002 roku podpisał kontrakt z drugoligowym Portsmouth. Zadebiutował tam 10 sierpnia 2002 w wygranym 2-0 spotkaniu z Nottingham Forest. Na zakończenie pierwszego sezonu w Portsmouth Taylor zajął z klubem drugie miejsce w lidze i awansował z nim do ekstraklasy. W Premier League pierwszy występ zanotował 27 września 2003 w przegranym 0-2 meczu z Birmingham City. 1 lutego 2005 strzelił pierwszego gola w trakcie gry w ekstraklasie. Było to w wygranym 2-1 pojedynku z Middlesbrough. Łącznie dla Portsmouth zagrał 178 razy i zdobył 23 bramki.
17 stycznia 2008 za nieujawnioną kwotę przeszedł do innego pierwszoligowego zespołu – Boltonu Wanderers. Zadebiutował tam 19 stycznia 2008 w meczu przeciwko Newcastle United, zremisowanym bezbramkowo.
23 lipca 2011 roku podpisał kontrakt z West Hamem United.
4 lipca 2014 roku podpisał kontrakt z Burnley.